# Ignacy Rychłowski (szambelan)
Ignacy Franciszek Rychłowski herbu Nałęcz, Ignacy Rychłowski (ur. 16 października 1744 w Palczewie-dwór, par. Wrociszew) – szambelan Stanisława Augusta Poniatowskiego w 1768 roku, chorąży mniejszy piotrkowski w latach 1770–1778, cześnik piotrkowski w latach 1765–1770, łowczy piotrkowski w latach 1764–1765.

## Życiorys
Syn Wojciecha Nałęcz-Rychłowskiego i Aleksandry z Kicińskich. Dziedzic dóbr Palczew i Ryszki koło Warki.  
Był deputatem województwa sieradzkiego na Trybunał Główny Koronny w Poznaniu w 1765 roku. Poseł na sejm 1766 roku z ziemi czerskiej. Członek konfederacji Adama Ponińskiego w 1773 roku.  Był posłem ziemi czerskiej na Sejm Rozbiorowy 1773–1775, wszedł w skład delegacji wyłonionej pod naciskiem dyplomatów trzech państw rozbiorczych, mającej przeprowadzić rozbiór. 18 września 1773 roku podpisał traktaty cesji przez Rzeczpospolitą Obojga Narodów ziem zagarniętych przez Rosję, Prusy i Austrię w I rozbiorze Polski. Konsyliarz sądu konfederacji generalnej 1773–1775 roku.
Został starostą wareckim, poprzez nieuczciwe nabywanie majętności konfederatów barskich. Te dobra zostały zabrane starościnie wareckiej, Mariannie Pułaskiej. 
Zapadł na chorobę nerwową i stał się bohaterem skandali obyczajowych. Sprzedał swoją ostatnią wioskę i kupił za nią karetę magnacką, którą jeździł po Warszawie. Tak o nim pisała ówczesna gazetka: „Sławny na sejmie 1775 delegat Rychłowski, straciwszy sejmowe nabytki, zwariował. Choroba jego najwięcej obchodziła księżnę Adamową Izabelę z Flemmingów Czartoryską, do której się w nocy po kilka razy zakradał i księcia Adama (Kazimierza) Czartoryskiego, którego na publicznej ulicy plwaniem afrontował jako rywala. Jest tedy i kaptywacja jego udeterminowana, ale wprzód doktorów wysadzono, aby go egzaminowali. Napadli go tedy w Ogrodzie Saskim; ale trafem po kilkogodzinnej rozmowie nie znaleźli, co by ich o wariacji przekonać mogło. A tak jeszcze jakowyś czas wariat ten napastować będzie ludzi po Warszawie”. Zamieszkał w Siedlcach. W 1782 uznany za szalonego, w 1784 odzyskał zdrowie psychiczne. 